# Pholcitrichocyclus
Genre
Synonymes
- Trichocyclus Simon, 1908 nec Eschscholtz, 1825

Pholcitrichocyclus est un genre d'araignées aranéomorphes de la famille des Pholcidae.

## Distribution
Les espèces de ce genre sont endémiques d'Australie.

## Liste des espèces
Selon World Spider Catalog (version 23.0, 21/03/2022) :
- Pholcitrichocyclus arabana (Huber, 2001)
- Pholcitrichocyclus aranda (Huber, 2001)
- Pholcitrichocyclus arawari (Huber, 2001)
- Pholcitrichocyclus arnga (Huber, 2001)
- Pholcitrichocyclus balladong (Huber, 2001)
- Pholcitrichocyclus bugai (Huber, 2001)
- Pholcitrichocyclus djauan (Huber, 2001)
- Pholcitrichocyclus gnalooma (Huber, 2001)
- Pholcitrichocyclus grayi (Huber, 2001)
- Pholcitrichocyclus harveyi (Huber, 2001)
- Pholcitrichocyclus hirsti (Huber, 2001)
- Pholcitrichocyclus kokata (Huber, 2001)
- Pholcitrichocyclus kurara (Huber, 2001)
- Pholcitrichocyclus nigropunctatus (Simon, 1908)
- Pholcitrichocyclus nullarbor (Huber, 2001)
- Pholcitrichocyclus oborindi (Huber, 2001)
- Pholcitrichocyclus pandima (Huber, 2001)
- Pholcitrichocyclus pustulatus (Deeleman-Reinhold, 1995)
- Pholcitrichocyclus septentrionalis (Deeleman-Reinhold, 1993)
- Pholcitrichocyclus ungumi (Huber, 2001)
- Pholcitrichocyclus warianga (Huber, 2001)
- Pholcitrichocyclus watta (Huber, 2001)
- Pholcitrichocyclus worora (Huber, 2001)

## Systématique et taxinomie
Le nom Trichocyclus Simon, 1908 étant préoccupé par Trichocyclus Eschscholtz, 1825, il a été renommé Pholcitrichocyclus par Ceccolini et Cianferoni en 2022.

## Publications originales
- Ceccolini & Cianferoni, 2022 : « Nomenclatural changes for two spider genera as a consequence of homonymy (Arachnida: Araneae). » Arachnology, vol. 19, no 1, p. 14-15.
- Simon, 1908 : « Araneae. 1re partie. » Die Fauna Sudwest-Australiens, Jena, vol. 1, no 12, p. 359-446 (texte intégral).